# Tizennégycseppes füsskata
A tizennégycseppes füsskata (Calvia quattuordecimguttata) a katicabogárfélék családjába tartozó, Eurázsiában és Észak-Amerikában honos, levéltetvekkel táplálkozó bogárfaj.

## Megjelenése
A tizennégycseppes füsskata testhossza 4-6,5 mm. Alakja megnyúlt ovális, szárnyfedője sima, fényes, erősen domború. Alapszíne narancssárga, barna vagy vörösesbarna. Feje durván pontozott. Csápjai közepesen hosszúak, karcsúak, a végén három szelvényből álló, sötétebb színű bunkóval. Rágóinak vége kettéágazik. Előháta ferdén emelkedik, felülete fényes és pontozott. Pajzsocskája (scutellum) háromszögletű, finoman pontozott. Mindegyik szárnyfedőn 7-7 nagy, kissé elmosódott körvonalú halvány folt látható; közülük 3 egy keresztsávot alkot a szárnyfedő első felén. Hasi oldala narancssárga. 
Észak-Amerikában és Kelet-Ázsiában más színváltozatai is előfordulnak: fekete alapon fehér pettyekkel vagy fekete alapon két nagy vörös pöttyel; de ismert sárga vagy rózsaszín alapon nagy fekete pöttyös formája is. 

### Hasonló fajok
A tízcseppes, tizenötcseppes és tizenhatcseppes füsskata hasonlít hozzá. 

## Elterjedése
Eurázsiában (a Brit-szigetektől Japánig) és Észak-Amerikában honos. Magyarországon gyakori, bár az utóbbi évtizedben a harlekinkatica miatt visszaszorult. 

## Életmódja
Lombos és vegyes erdőkben, parkokban, gyümölcsösökben fordul elő, többek között szil, kőris, tölgy, juhar, nyír, vadcseresznye környékén. Az imágók az avarban telelnek át és április közepén válnak aktívvá. Eleinte a levélbolhák és levéltetvek áttelelő petéivel, majd a kikelő rovarokkal táplálkoznak. A tizennégycseppes füsskaták a levéltetvek és -bolhák egyik leghatékonyabb pusztítóinak számítanak, a peterakás idején akár ötvenet is elfogyasztanak belőlük naponta. Ritkábban más kis rovarokat, atkákat, petéket, lárvákat is megesznek. A nőstények levéltetvek által lakott fák törzsére, ágaira rakják petéiket, lehetőleg kis repedésekbe. Petéje jellegzetes: színe sárgásfehér két nagy és több kisebb narancssárga folttal. Felszínén olyan anyag található, amely elriasztja a más katicafajok petéit előszeretettel dézsmáló harlekinkaticákat. Egy nőstény akár 300 petét is rakhat. A kikelő lárvák néhány méternyire kóborolnak levéltetvek után kutatva. Kedvező körülmények között gyorsan fejlődnek, két-három hét után már bebújnak kisebb kéregrepedésekbe vagy összegöngyölődött levelek rejtekébe és bebábozódnak. Hideg éghajlaton, 10 fok körül három hónapba is beletelhet, míg a lárva teljesen kifejlődik. Július végén vagy augusztus elején már nyugalomba vonul és készül a telelésre. 

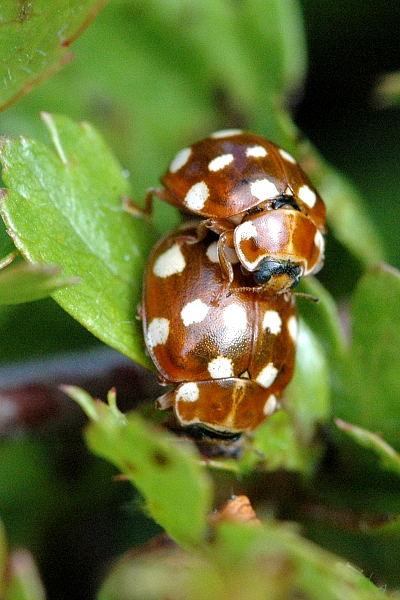
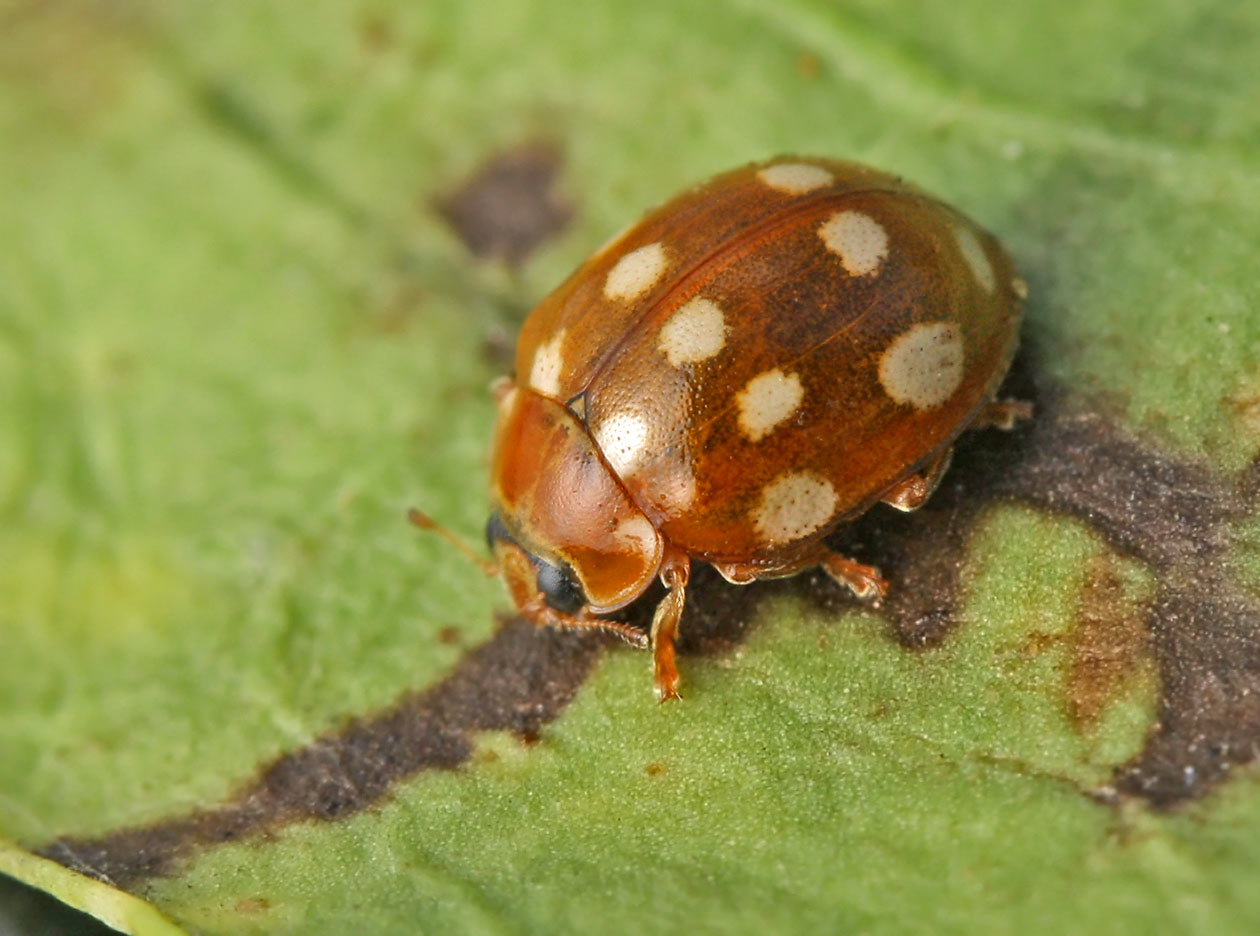
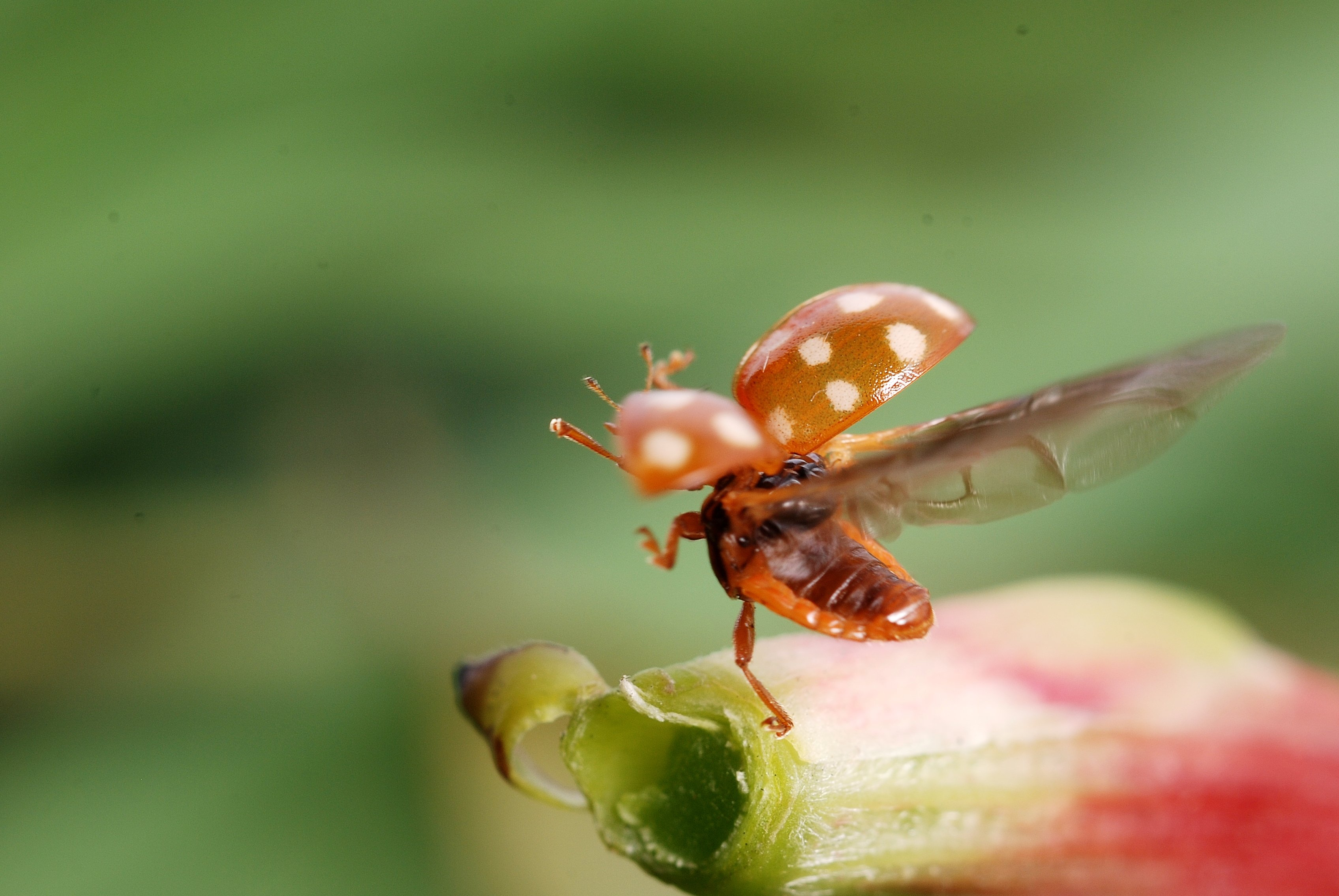
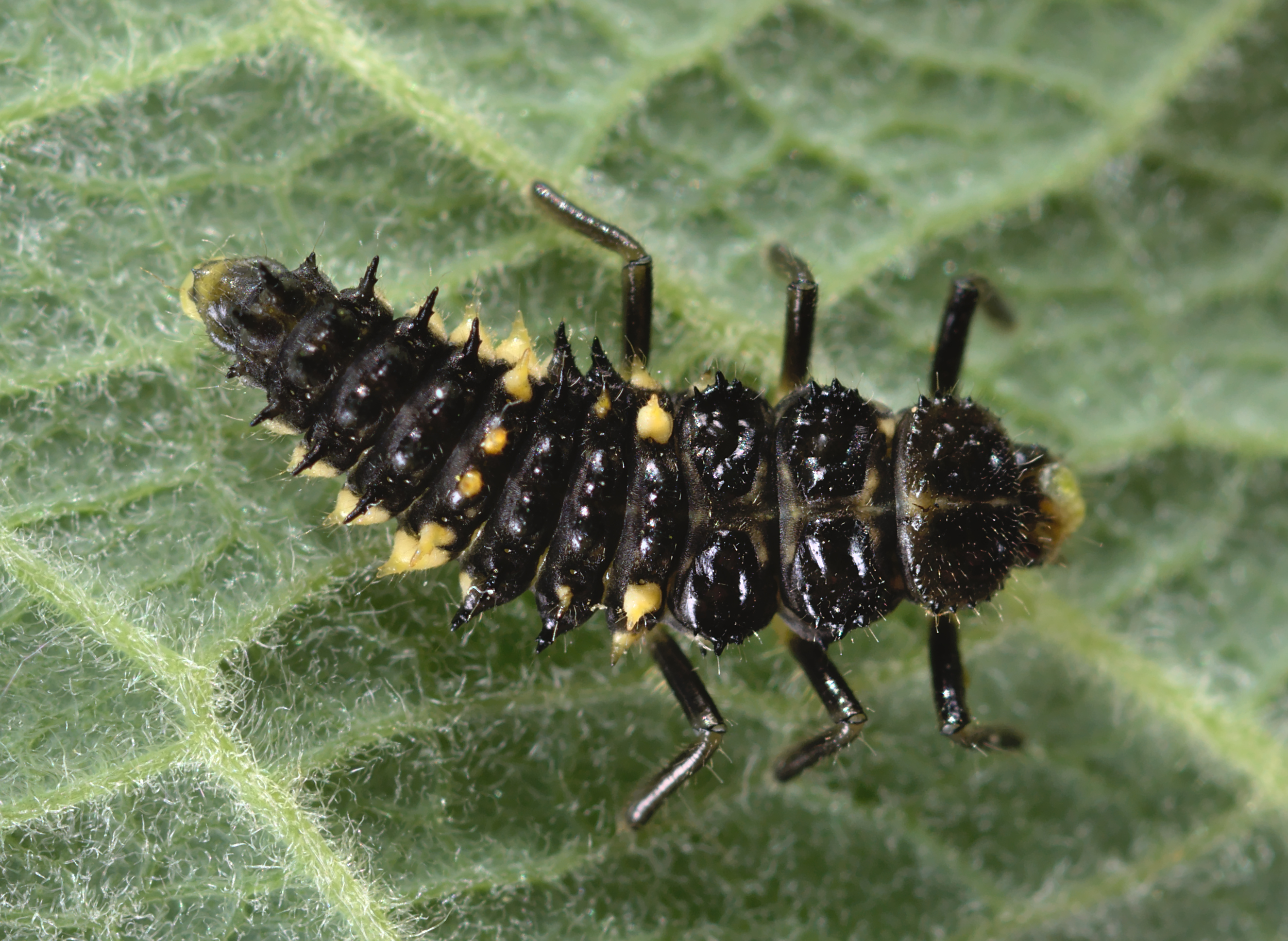
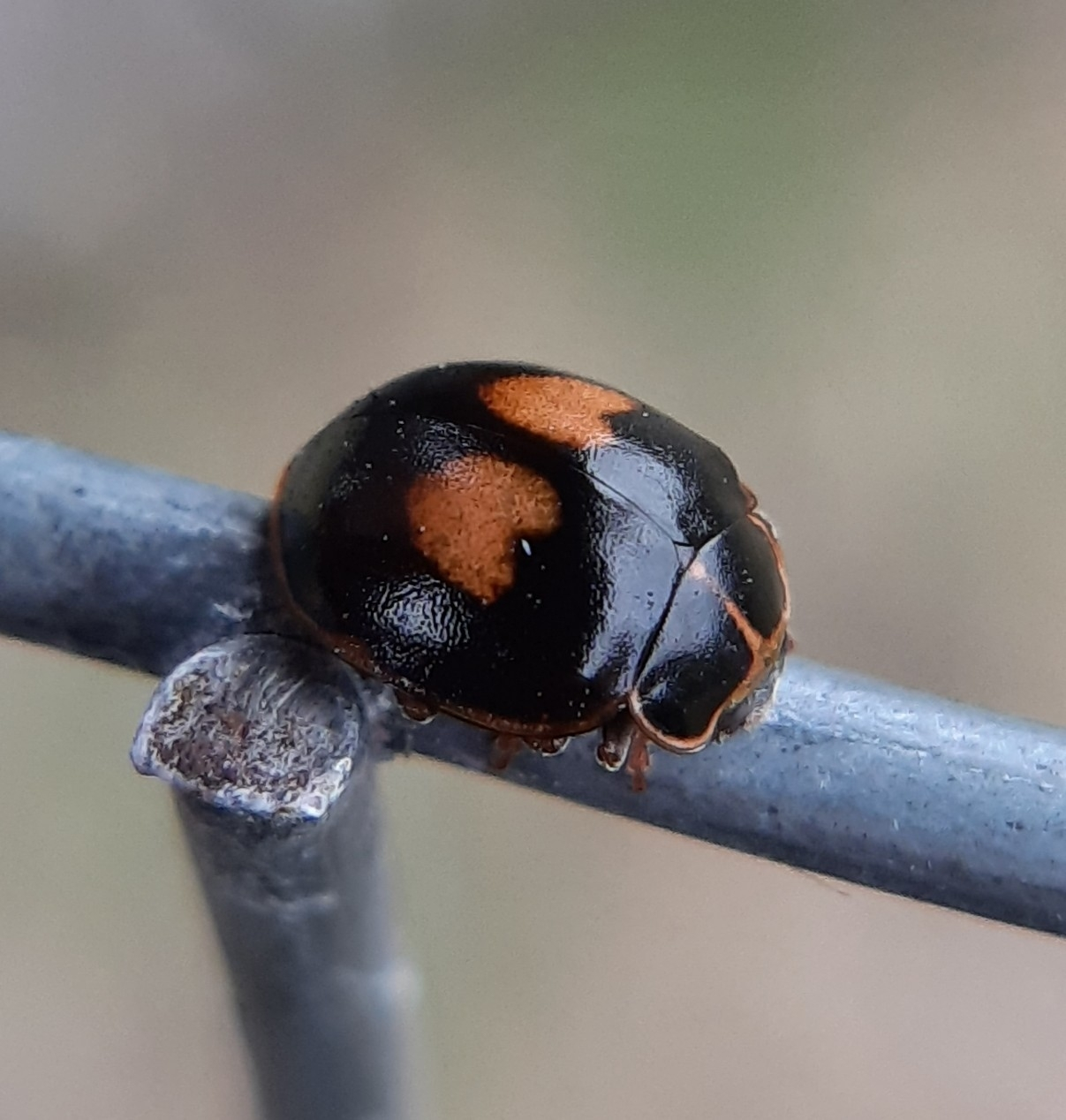

Magyarországon nem védett.